# HD 30743
HD 30743，又名BD-14 970，SAO 149916、HR 1545，是一颗恒星，视星等为6.26，位于銀經212.07，銀緯-33.12，其B1900.0坐标为赤經4h 45m 7s，赤緯-13° -33.12′ 18″。